# She Came to Me
She Came to Me är en amerikansk romantisk komedifilm från 2023, som är skriven och regisserad av Rebecca Miller. I rollerna syns Peter Dinklage, Marisa Tomei, Joanna Kulig, Brian d'Arcy James och Anne Hathaway.

## Handling
Filmens handling kretsar mestadels kring kompositören Steven Lauddem, som plågas av en kreativ blockad, som gör att han inte kan avsluta sin partitur, till vad som ska bli hans stora comebackframträdande som kompositör. Under tiden som detta sker, så föreslår Stevens fru, terapeuten Patricia Jessup-Lauddem, att han ska återuppväcka sin kreativitet genom att gå vilse i staden där han bor. Steven tar då detta på fullaste allvar, och bestämmer sig för att bege sig ut i den stora stadskärnan, så att han kan få inspiration till sitt stora partiturstycke. Och det är först när han stöter på en kvinna vid namn Katrina Trento, som han upptäcker att han har väldigt mycket mer potential än vad han någonsin hade kunnat föreställa sig med mera.

## Rollista
| Peter Dinklage     | – Steven Lauddem          |
| Anne Hathaway      | – Patricia Jessup-Lauddem |
| Marisa Tomei       | – Katrina Trento          |
| Evan Ellison       | – Julian Jessup           |
| Harlow Jane        | – Tereza Szyskowski       |
| Joanna Kulig       | – Magdalena Szyskowski    |
| Brian d'Arcy James | – Trey Ruffa              |
| Judy Gold          | – Susan Shaw              |
| Gregg Edelman      | – Duftin Haverford        |
| Aalok Mehta        | – Anton Gatner            |
| Chris Gethard      | – Carl                    |
| Dale Soules        | – Moster/Faster Moxie     |
| Jen Ponton         | – Elodie                  |